# エヴォリミット
『エヴォリミット』（英: Evolimit）は、2010年5月28日にpropellerから発売されたアダルトゲーム。

## ゲームシステム
進化をテーマに、テラフォーミングが果たされた火星で、超人へと進化した人類と災害をもたらす異形のロボット軍団との戦いを描いたアドベンチャーゲーム。『あやかしびと』や『Bullet Butlers』と同じく、シナリオライターである東出祐一郎と原画家の中央東口がスタッフとして参加しており、熱いストーリーが繰り広げられる内容である。

## あらすじ
不知火義一と一条雫は、テラフォーミング計画チームの一員として火星を訪れる。彼らは何らかの理由により眠りについてしまい、記憶を失った状態で100年後に目覚める。
2人が眠っている間、火星では「パッチ」と呼ばれる特殊な鉱物が見つかり、1,000年かかるはずだったテラフォーミングはわずか100年で実現できてしまう。それと同時に、謎の勢力が火星を襲う。
眠りから目覚めた義一と雫はパッチを手に戦いに身を投じ、自分たちが眠りについた理由を探る。

## 登場人物

### 主要人物
不知火 義一（しらぬい よしかず）
声 - 大石恵三
本作の主人公。「災害の猿たち」の生き残り。パッチによる固有能力は炎の創成と操作。当初はパッチユーザーなら火傷ですむ程度の威力だったが、内面に存在する「進化の階段」を昇るごとにより高温の炎を発生させ、肉体そのものを炎に変えたり、爆発的な勢いで炎を噴射することで飛行したりといった新たな能力の使用方法、パッチが持つシェアリングの能力の範囲を火星全域まで広げ、さらに接触を不要にした超々共有能力などを獲得していく。その進化は不知火が望む限りの力を獲得できるが、その力が人間では到達できない領域にある場合、人間ではないモノに変貌してしまう。
性格は極めて前向きだが、ある理由から悲しみの感情を失っている。セクハラ発言をしては雫やカズナに突っ込みをいれられており、女性陣からはムッツリスケベだと思われている。
一条 雫
声 - 波奈束風景
メインヒロイン。「災害の猿たち」の生き残り。接続者であり巨大な二挺鉈を武器とする一方、本人は日本刀を希望していた。パッチによる固有能力はエネルギー操作。
基本的に真面目で固い印象の少女であり、おもに不知火の突っ込み役を務める。だが極端な和風びいきという一面もあり、畳やこたつなどを前にすると途端にダメ人間になる。
鷹星 カズナ
声 - 閏若葉
メインヒロイン。フォーサイス市長。パッチによる固有能力は念動力。能力自体はありふれたものだがそのレベルが尋常ではない域に達している。
性格は穏やかだが少しばかり腹黒い一面がある。また「星の巫女」として教育された経緯から市長としての公平さと、恋愛に対する強い忌避感を持っている。
火星大統領である夢月サテラは母親。幼少期に「星の巫女」として教育を受けるため母から引き離されて育ち、自身を手放した無感情な母親を嫌っている。父方の姓の鷹星を名乗っている。
リーティア・フォン・エアハルト
声 - 北都南
メインヒロイン。フォーサイス軍部部長。幼い頃にパッチの力でもどうにもできないほどの重傷を負い、その治療の結果、体の6割程度が機械になっている。パッチによる固有能力は近代兵装の召喚。彼女もまた内面に「進化の階段」を有しており、それを昇ることで武装が強化されていく。
小柄な少女だがその力とカリスマ性で軍部を取りまとめる実力者。「災害の猿たち」の大ファンでもある。

### フォーサイス
ポール・チネチッタ・ジュニア
声 - 永尾海堂
フォーサイスの校長を務める白い犬で、ポチ校長という愛称で呼ばれている。固有能力は、あらゆる存在をその牙で切り裂く。不可視の念動力ですら無効化するが、吸収しているような描写もある。
パッチによって高度な知能を獲得しており、そういった動物たちで構成された動物都市「ライアルシティ」から都市交流の一環で派遣され、そのまま教職に就き現在にいたっている。頭脳明晰かつ温厚篤実な人柄をしている。フォーサイス抱きたい男ランキング第1位。
火星政府大統領の夢月サテラからも先生と呼ばれライアルシティ市長とも懇意である。ライアルシティ市長からは「ジュニア」と呼ばれているが親子かは不明。
風魔 環太郎
声 - 紫原遥
フォーサイス諜報部部長であり、諜報部の宣伝の一環として忍び装束を身にまとっている。パッチによる固有能力は空気の圧縮。空気を圧縮した匣は並の力では破壊できず、相手の拘束、空中での足場の作成など戦闘面の使い方は勿論、多数の匣を組み合わせることで建物を作ることもできる。
性格は穏やかで寡黙。
ルートによっては進化の階段を上り、不知火と敵対する。
アクア・ダンチェッカー
声 - 一色ヒカル
軍部副部長兼諜報部副部長。接続者であり武器は日本刀。パッチによる固有能力は次元からの一時逃避であり、自分を次元から退避させることで攻撃を避け、斬撃を一度退避させ当たる瞬間に戻ることによって相手の不意を突く攻防一体の能力となっている。気配を遮断させることも可能。
冷静沈着な女性。リーティアに心酔しており、彼女に悪影響を及ぼしそうな不知火を敵視している。
レナート・エフィンジャー
声 - ひのきかをる
都市運営部所属のカズナの秘書を務める美少年。パッチによる固有能力は物体、能力問わず解析する。mm単位で一定以上の力を加える事で物体は粉々に粉砕できる破砕点を見つける事も出来る。
サディスティックな人となりをしており、カズナに仕事を押し付けることを一番の楽しみにしているため、彼女からは宿敵扱いされている。
正月 弥生
声 - 桜川未央
自動機械調整部部長（部員は彼女一人）。パッチによる固有能力はワープドアの作成。一瞬で移動できる能力だが、一度行った場所にしか行けない、一日に作成できる数が限定されている（作中で一日6ドアと言及）などいくつか条件が存在する。
性格はずぼらでだらしなく、間延びしたしゃべり方をする。誰もが機械というものを避けているこの星で自分から機械に関わっているため変人扱いされているが、それは偏見にとらわれない心の表れである（機械が好きという理由もある）
エマ・クレイホーン
声 - 如月葵
フォーサイス一年生。村落の出身で幼少期に家族をバルバロイに殺されて失っており叔母の家に養子入りしている。そのためバルバロイを含め全てのロボットを憎んでいる。チャペックの扱いでカズナと対立する。
実は「星の巫女」でカズナと同等の力を持つ。「星の巫女」としての教育を受けていないので自分のために力を使うことに躊躇いがない。クレイホーンは養子先である叔母の姓、本名はエマ・モンリュアレ。「星の巫女」として強制的に市長にさせられることがないように姓が変わった際に能力を虚偽申告した。エマ・クレイホーンとして正式に登録してあるので入学時の真贋判定パッチによる検査でも見破られることはなかった。バルバロイに復讐するために軍部か諜報部に入ろうとしたが危険思想を見抜かれてどちらにも入れなかった。

### 災害の猿たち（カラミティ・モンキーズ）
シャノン・ワードワーズ
声 - 松濤エルサ
アメリカ人。サブリーダー。黄金のパッチを持ち、固有能力は念動力と、それに伴う知覚。ただし、距離や精巧さは星の巫女であるカズナを凌駕する。あらゆるジャンルの学問に精通し、運動能力も高い。サブリーダーに収まっているのは、宇宙開発に関連する会社から出向してきたという経歴と、そのポテンシャルの高さがかみ合っていないことに不信感を覚えた者が多かったかららしい。CIA出身。
生命の進化の果てを知るという目的から、ドミトリ、マヤ、タイロン、コウを操り「災害の猿たち」を壊滅させた。だが進化の階段を昇るためには意思と共に命の危機という状況が必要となるため自分をそこまで追いこめる敵を求めている。人間に試練を与えるのもそれによって進化の階段を上らせ、自分と敵対できる力を身につけさせるためであり、また自分をも超えて果てに辿り着く存在を育てるためでもある。
誰でもない男（カンパニー・マン）
シャノンが念動力によって包帯と服を操り、空気を震わせることで声を発し、実在する人間のように思わせていた存在。
アカシャの匣は内部からのあらゆるエネルギーを遮断する檻だが、その効果は外部には適用されない。念動力とは内部から操作することで外部に発生するエネルギーであるため、封印された災害の内シャノンだけは外部に干渉することができた。
ドミトリ・カラニコフ
声 - 西狩克己
ロシア国籍で、「災害の猿たち」のリーダーである。ロシア連邦宇宙開発局所属の地質学者。ユーモアあふれる好漢だが親馬鹿でもあり、娘のツナミのことになると暴走する傾向がある。
噴火（ヴォルケイノ）
人間への試練を最も強く体現する男。パッチによる固有能力は火山噴火の再現。溶岩を噴出させ、あらゆるものを溶かし燃やす。肉体そのものも溶岩になっているため攻撃がほとんど効かない。
ツナミのより良い未来のために災害を引き起こさなければならないとシャノンによって感情を操作されており、それゆえ誰よりも強く災害であろうとする。
マヤ・リンドグレーン
声 - かわしまりの
スウェーデン出身の女性医師で、医療及び精神分析を担当していた。志望者で構成された開拓団の中で、唯一医者として推薦されて参加した。
雪崩（アバランチ）
世界を嘆き続ける女。パッチによる固有能力は雪崩の再現。気温低下の他、エネルギーを凍りつかせることができる。
タイロン・ビストワーク
声 - 子太明
アメリカ国籍。技術部門総責任者。お調子者だが機械に関してはエキスパート。
地震（アースクェイク）
バルバロイの製作者。パッチによる固有能力は地震の創成。機械化した右腕のパイルバンカーを打ち付けることによって地震を発生させるほか、その振動を相手にぶつけることもできる。
皇文傑（ホアン・ウェンジェ）
声 - 佐藤健吾
中国国籍。通称コウ。不知火とよくつるんでいる友人だが、常に不知火の一歩先を行っていたライバル的存在でもある。明るく振る舞っているが、病を患っていた妹を救ってくれなかった人間と世界を心底から呪っている。彼が火星に来たのは妹の願いを叶えるため。仲間たちと過ごすうちにその憎悪は少しずつ薄れていったが、妹の心臓が不知火に移植されていたことをシャノンから知らされ、かつての憎悪を膨れ上がらせたところでパッチを操作され、ファントムキラーに変貌する。
通り魔（ファントムキラー）
「災害の猿たち」唯一の人災。他の災害が試練で人間を殺す中、憎悪を持って人間を殺す怪物。憎めば憎むほど強くなり、憎めば憎むほど人間からかけ離れた怪物へと変貌していく。
パッチによる固有能力は刃の創成であり、それを超高速で振るうことによってあらゆるものを切断する。加えて視認できる刃と、長さや形状など全てが不定形の見えない刃「石兵八刃」を使い分ける。
人間を蛆虫と呼び、殺し尽くすことを目的としているため、他の災害とは相容れないが、当面の目的が同じということで手を組んでいる。妹の心臓を使って生きている不知火には強い執着を抱いているが、封印されていた百年の間に膨れ上がりすぎた憎悪は何を憎んでいるのかさえ曖昧にしてしまっている。
ツナミ・カラニコフ
声 - 茶谷やすら
ドミトリの娘で、不知火と雫の妹的存在だった。パッチによる固有能力は津波の創成。水だけではなく土や砂によって引き起こすこともでき、攻撃は勿論、上に乗ることで移動手段としても使える。
不知火と雫より2年ほど早くチャペックと共に目覚めていたが、機械を敵視しているこの星ではチャペックを連れて町に入ることができず、追い剥ぎをしながら外界を放浪していた。そして仲間を探すために外界に赴いた不知火と雫と再会し、共に暮らすことになった。ちなみに不知火と雫は目覚めた時はパッチを装着していなかったが、ツナミは目覚めた時すでにパッチを装着していた。
ブラザー・チャペック
声 - 理多
ツナミと行動を共にしていたロボット。タイロンを開発責任者として、当時の技術の粋を集めて作られた。強化鬼人型をはるかに上回るスペックは極めて優秀だが、搭載されている人工知能の性格が軽すぎるためポンコツにしか見えない。フォーサイスが丸ごと買える程の開発費用がかかり、その場に対応したジョークを言うファジーリアクション機能だけでも3億かかった。

### その他
ココロ
声 - 有栖川みや美
不知火の中に存在するもう一つの人格。不知火に心臓を提供したドナーの人格。生前の彼女の夢は「火星に行くこと」であり、それが不知火が開拓団に志願した理由である。
通称「ココロの世界」と呼ばれるクリスタルの床とテーブルしかない精神世界に住んでおり不知火が現実で読んだ本を本として読むことが出来るほか音楽や飲み物もあって快適な生活に満足している模様。
ココロの世界から不知火の現実を見ており不知火の見聞きした事は全て知っている。不知火は寝る事でココロの世界を訪れて会話することが出来るが、稀に昼間でも脳内ツッコミで登場する。
不知火にとって良き相談相手でもあり妹的存在でもあり初恋の相手でもある。不知火が持たない悲しみの感情を持ち、ココロの世界でなら悲しみを不知火に伝達することができる。
生前の名は皇千慧（ホアン・チェンフイ）であり、コウの妹にあたる。
夢月 サテラ
声 - かわしまりの
火星政府大統領。「星の巫女」でもあり鷹星カズナの母親。「星の巫女」であるため鷹星カズナと同じように我を捨てるよう徹底的な教育を施されておりどんな時でも公平な立場を取る。鷹星カズナが産まれた時には母性愛を抱いていたがすぐにカズナと引き離されてしまったため「星の巫女」らしい個人的感情のない人生を歩むことになった。

## 用語
火星
舞台となる惑星。100年前、開拓が開始された当時はテラフォーミングに1000年かかるといわれていたが、発掘されたパッチによって発展が急激に進み、現在は人間が文化的な生活を送れるレベルにまで達している。反面、パッチによってたいがいのものはすべてまかなえることと、バルバロイの脅威から都市には機械がまったく存在しない。
パッチ
火星で発掘される鉱石。パッチと名前が付く前はマーズサイトと呼ばれていた。地球上に存在するあらゆる物質より硬く、靭性にも耐性がある事以外は不明だが膨大なエネルギーを放出しており、それによる様々な恩恵が火星の文化を支える礎になっている。火星の住人は全員がこれを装着しており、それによって
1. 身体能力強化 - 筋力、耐久力、走力、再生能力も含めたあらゆる肉体の力を強化する。100メートルを二秒で走り抜け、そのペースを3000メートル以上崩すことがない。拳銃弾では傷一つつかず、骨折程度ならばその日の内に回復する。
2. 念話（テレパス） - テレパスナンバーを交換することによって、ある程度の範囲でテレパシーをやりとりすることが可能。思考をダイレクトに接続するため、口頭での数十倍の速度で会話できる。
3. 固有能力（アビリティ） - 装着した人間の特質に応じて、1人1人異なる人智を越えた能力を発現できる。
4. 共有化（シェアリング） - 接触した相手と固有能力を共有できる。

の4つの能力を手に入れた。
念動力や雫のエネルギー操作はパッチその物に干渉して能力を引き出すことが可能（例、接続者が一時的に道具無しで固有能力を発動させるなど）。
透明なものはクリアパッチと呼ばれ、身体能力を飛躍的に向上させる（実際は端末種に融合した場合、人ではないと認識して起こり、身体能力は、基礎となる端末種に由来する）。後述のアリス・ロックスミスのような黒いパッチは強大な力を持ち、災いを起こすとされる。また、詳しくは言及されていないが、唯一シャノンだけが所持している黄金のパッチも存在する。
能力を過剰に使用したり、身体に過大な負荷がかかった場合、パッチは壊れ、元の人間に戻る。再着用まで50年がかかるが、それらの人々は能力を失った喪失感から自殺する傾向がみられる。
巨大で、エネルギーの放出量が特に多いパッチは「環境調整パッチ」と呼ばれ、自然を発達させ、都市のエネルギーを全て発生させている。
接続者（アイテムリンカー）
パッチを装着するパッチユーザーの中には稀に特定の道具がなければ固有能力を発動させることができない者がおり、そういった者たちを接続者と呼ぶ。この道具は自分で選ぶわけではなく最初から決まっており、接続者は武器を手にすると感覚で違うかどうかがわかるらしい。
バルバロイ
人間を襲うロボット軍団。製造者、目的、本拠地一切不明。自己保存、量産、そしてそれを妨害する障害の排除という行動を設定されており、製造工場（ファクトリー）と呼ばれる自走式の量産工場で都市へと進行する。火星では一から機械を作ったとしてもなぜか暴走し人間を襲いだすため、機械が徹底的に排除されている。そのため機械に関してはほとんどの人間が無知であり、恐怖を抱いている。
雫が学習プログラムを無効化させたため、100年前から戦術にも変化が無かったが、アースクェイク復活により、学習プログラムも正常に動作するようになった。その際、既存の妖精型と鬼人型の改良もされた。旧式は砂漠色、新型は黒のカラーリング
妖精型（フェアリークラス）
小型の高機動型バルバロイ。先陣を切って陣地に突入、混乱させる役割を担う。その分装甲は極めて薄く、パッチを装着した人間ならば素手で吹き飛ばす程度の防御力しかない。武装は7.62mm弾薬を使用する自動小銃。
強化版では拘束用のワイヤーも使用。
鬼人型（オウガクラス）
戦力の要である体長2m程の中型バルバロイ。巨大な戦斧と20mm弾薬を使用する重機関銃、小型ミサイルポッドなどを使用する。
強化版では洗練されたフォルムに突撃槍とプラズマキャスターを搭載。
製造工場（ファクトリー）
妖精型と鬼人型を製造する巨大な移動式工場。内部には人間用の階段やパソコンがある。動作が停止すると数十秒後に自爆する。
スコロペンドラ
超大型戦術輸送爆撃機。本拠地フォボスから製造工場を輸送する役割を担う。巨大だが、ステルス機能があった為、100年間見つからなかった。
ヘカトンケイル
単体での都市壊滅を目的に開発された10mを超えるバルバロイ。破壊力だけなら災害の猿たちと同格。5つのパッチを動力源としたために、自我を持ち、感情を持ちたいと願う。主力装備のプラズマ突撃砲タルタロスマシンガンポッド、アースクエイクと同程度の振動を放つパルス式加圧機等の武装を多数所持。飛行も可能。
災害の猿たち（カラミティ・モンキーズ）
第一次火星開拓団。「災害の猿たち」という名称は、自然保護団体が、火星という星を人間の都合で作り変えようとしていることに反発し、火星に取り返しのつかない災害を引き起こす者どもとしてつけた蔑称である。それと同時に、開拓団の団員たちは開拓を成功させてそうではないことを証明するために、あえてこの名を名乗っていた。火星移住のきっかけを作った英雄として、火星住人からは神話のように語られている。
開拓は順調に進んでいたが、パッチが発掘されたことにより状況は激変する。パッチの持つ膨大なエネルギーはそれぞれの国家の派閥を生み、さらに肉体に融合させることで超人的な力を得られることが分かってからはその対立が激化。開拓などもはやだれの眼中にもなく争いを続ける中、突如強力なパッチを装着した5名（シャノン、ドミトリ、マヤ、タイロン、コウ）が開拓基地を襲撃する。彼らはそれぞれが災害の名を名乗り、人間への試練を標榜して開拓基地を破壊し、不知火、雫、ツナミの3人を除く開拓団を皆殺しにする。不知火と雫は彼らと戦い、雫の固有能力であるエネルギー遮断を利用した檻「アカシャの匣」に彼らを封印することに成功した。その戦いでパッチを砕かれた二人は冷凍睡眠状態に入ることで命を保ち、100年後に目覚めることになる。だが同時にシャノン（大嵐、あるいは誰でもない男(カンパニーマン)）もまた目覚めており、彼が仲間を解放したことで再び火星に災厄が吹き荒れる。
星の巫女（男性の場合は「星の巫師」）
パッチが付いた状態で生まれた、強力無比な念動力を持つ人間。初代の星の巫女、アリス・ロックスミスは持て余されていた巨大なパッチを「環境調整パッチ」に作りかえ、街を作り、軍を編成し、今の火星の礎を築いた。だが、アリスがある男性に恋をしたことで全てが狂った。アリスはその男の恋人を殺害、それを弾劾した男も殺し、暴君となって荒れ狂ったが、自分の念動力を暴走させて死亡する。生き残った人間たちは生まれてくる星の巫女に教育を施すことでこのような事態を防ぐことにした。そのため代々の星の巫女はすべてに平等な博愛の精神と、恋愛に対する強い忌避感を持つものが多い。
端末種（アースシード）
人類を繁栄させるために地球によって生み出された種族。生まれた時から高い身体能力と思考能力を有しており、一人が死ぬとその力と記憶を受け継いだ者が新しく誕生する。
進化の階段
昇る者に急激な進化をもたらす階段。人間全ての心象世界に存在し、それを必要とする意思と状況が揃った時認識できるようになる。これを昇ることで生命は様々に進化し、星そのものになることもできる。そしてこの階段を上り続けた先、進化の究極の果てとは「宇宙の終焉（ビッグクランチ）」と「宇宙の降誕（ビッグバン）」を引き起こし、新しい宇宙そのものになることである。

## スタッフ
- 原画：中央東口
- シナリオ:東出祐一郎

## 反響
本作はGetchu.comの「美少女ゲーム大賞2010」にて以下の部門にランクインした。
- 総合部門：19位[3]
- シナリオ部門：12位[4]